# حو
حو ، كان في الديانة المصرية القديمة تأليهاً للكلمة الأولى أو كلمة الخلق التي نطقها الإله أتوم هاتفاً عند قذفه للسائل المنوي في قصة الخلق المصرية، أو في قول آخر عند إخصائه لنفسه، في ممارسته للاستمناء لخلق التاسوع المقدس (حسب رواية هليوبوليس لقصة الخلق المصرية).
و قد جاء ذكر حو في نصوص الأهرام التي تنتمي للدولة القديمة (PT 251، PT 697) ، و ذلك كرفيق للملك المتوفى. جنبا إلى جنب مع الإله سيا ، كما انه كان يصور في حاشية الإله تحوت و كان أحياناً حتى يتم توحيده معه.
و في عصر الدولة الوسطى ، شارك جميع الآلهة حو وسيا، وكانوا مرتبطين مع الإله بتاح الذي خلق الكون بنطق كلمة الخلق، وقد كان يصور حو في شكل إنسان أو صقر أو رجل برأس كبش (حسب رواية منف لقصة الخلق المصرية).
و في عصر الدولة الحديثة ، كان حو وسيا مع حكا وإرر و سجم يعتبرون من ضمن القوى الخالقة الأربعة عشرة التي كان يمتلكها الإله آمون رع (حسب رواية طيبة لقصة الخلق المصرية) ، و بحلول العصر البطلمي كان قد تم دمج حو مع الإله شو ( إله الهواء).